# 晁東吳
晁東吳（1532年—1554年），字叔泰，號次山，直隸大名府開州人，匠籍，明朝政治人物。

## 生平
嘉靖二十八年（1549年）己酉科順天鄉試第七十八名舉人，三十二年（1553年）癸丑科進士。選翰林院庶吉士，三十三年（1554年）卒。

## 家族
曾祖晁；祖父晁德龍，封翰林院檢討；父晁瑮，翰林院修撰、司經局洗馬。母張氏（贈孺人）；繼母張氏（封孺人）。兄晁東周（生員）、晁東山（生員），弟晁東郊、晁東魯（生員）、晁東國、晁東都、晁東楚。